# Xã Greenwood, Quận Clare, Michigan
Xã Greenwood (tiếng Anh: Greenwood Township) là một xã thuộc quận Clare, tiểu bang Michigan, Hoa Kỳ. Năm 2010, dân số của xã này là 1.041 người.